# Claas Avero
Der Claas Avero ist eine Mähdrescher-Baureihe des Landmaschinenherstellers Claas in Harsewinkel.

## Geschichte
Mit Einführung des Claas Avero 240 in 2009 begann Claas die Dominator 100-Baureihe zu ersetzen. 2011 folgte der Claas Avero 160. Der Avero 240 wurde 2013 erstmals überarbeitet und der Caterpillar-Motor durch einen von Perkins ersetzt. Später baute man den Perkins-Motor auch in den Avero 160 ein.

## Varianten
| Baureihe        | Bauzeit   | Dreschsystem | Arbeitsbreite in m | Motor und Maximalleistung nach ECE R 120 kW/PS | Korntankinhalt in l |
| --------------- | --------- | ------------ | ------------------ | ---------------------------------------------- | ------------------- |
| Claas Avero 160 | 2011–?    | 4 Schüttler  | 3,71 bis 6,07      | Caterpillar C6.6, 116 (158)                    | 4200                |
| Claas Avero 160 | ?         | 4 Schüttler  | 3,71 bis 6,02      | Perkins 1206 F-E70TA, 151 (205)                | 4200                |
| Claas Avero 240 | 2009–2013 | 4 Schüttler  | 3,71 bis 6,68      | Caterpillar C6.6, 145 (198)                    | 5600                |
| Claas Avero 240 | 2013–     | 4 Schüttler  | 3,71 bis 6,68      | Perkins 1206 F-E70TA, 151 (205)                | 5600                |